# Cladorhiza microchela
Cladorhiza microchela är en svampdjursart som beskrevs av Claude Lévi 1964. Cladorhiza microchela ingår i släktet Cladorhiza och familjen Cladorhizidae.
Artens utbredningsområde är havet utanför Kina. Inga underarter finns listade i Catalogue of Life.